# Чупо, Габор
Га́бор Чу́по (венг. Csupó Gábor; род. 29 сентября 1952, Будапешт, Венгрия) — венгерский мультипликатор, сценарист, режиссёр и музыкальный продюсер.
После четырёх лет работы на студии Pannonia в 23-летнем возрасте эмигрировал за границу — вначале в Швецию, а затем в США. Создал совместно со своей первой женой Арлин Класки (англ. Arlene Klasky) анимационную студию Klasky Csupo. Студия создала такие популярные мультсериалы, как:
- Ох уж эти детки! (англ. Rugrats)
- Детки подросли! (англ. All Grown Up!)
- Как говорит Джинджер (англ. As Told by Ginger)
- Ракетная мощь (англ. Rocket Power)
- Джуманджи (англ. Jumanji)

Также студия создала другие мультсериалы, в разное время транслировавшиеся на канале Nickelodeon.

## Творчество
- Студия Klasky Csupo принимала участие в создании первых сезонов известного мультсериала «Симпсоны». В частности, сам Габор послужил прообразом персонажа доктора Ника Ривьера[3]
- В 2007 году Габор Чупо выступил в качестве режиссёра фильма «Мост в Терабитию»
- В 2008 году Габор Чупо выступил в качестве режиссёра фильма «Тайна Мунакра» и комедийного мультфильма «Иммигранты».

## Личная жизнь
У Габора пятеро сыновей, двое от его бизнес-партнёра и бывшей жены Арлин Класки, трое — от второй жены Bret Cain. Также есть дочь. Самый младший ребёнок родился 4 июля 2006 года. В начале 2006 года купил дом в Гонолулу, Оаху, Гавайи.
Чупо утверждает, что выучить английский ему помогло творчество Фрэнка Заппы, большим фанатом которого он был. Коллекция альбомов Заппы, была единственной личной вещью, которую Чупо взял с собой, когда бежал из Венгрии в 1970-х годах (в то время, она была однопартийным социалистическим государством, находящимся под советской сферой влияния).